# Rasmus Lauge Schmidt
Rasmus Lauge Schmidt, född 20 juni 1991 i Randers, är en dansk handbollsspelare (vänsternia/mittnia).

## Landslagskarriär
Rasmus Lauge Schmidt debuterade för Danmarks landslag den 15 april 2010. I december 2010 blev han uttagen som reserv till VM 2011 i Sverige. Efter Danmarks andra match i turneringen blev han inkallad som ersättare för Thomas Mogensen som skadats. Till EM 2012 i Serbien var han uttagen från start och spelade en avgörande roll när det danska landslaget blev Europamästare.